# Halina Wątróbska
Halina Wątróbska (ur. 1949) – polska specjalistka w zakresie paleoslawistyki, dr hab., profesor uczelni Instytutu Studiów Klasycznych i Slawistyki Wydziału Filologicznego Uniwersytetu Gdańskiego.

## Życiorys
Obroniła pracę doktorską na uniwersytecie w Sankt Petersburgu w Rosji w zakresie paleosławistyki, następnie uzyskała stopień doktora habilitowanego. Otrzymała nominację profesorską. Została zatrudniona na stanowisku profesora nadzwyczajnego oraz kierownika w Katedrze Slawistyki na Wydziale Filologicznym Uniwersytetu Gdańskiego.
Piastuje funkcję profesora uczelni w Instytucie Studiów Klasycznych i Slawistyki na Wydziale Filologicznym Uniwersytetu Gdańskiego.

## Odznaczenia
- Srebrny Krzyż Zasługi (1998)[4]